# 吳景
吳景（?—203年），東吳孫堅的妻弟，其姊吳夫人是孫策、孫權的母親。吳郡吳縣人。

## 生平
吳景追隨孫堅征伐有功，受騎都尉。討伐丹楊太守周昕，佔領了丹楊後，袁術上表吳景為丹楊太守。
初平三年（192年），孫策因父孫堅之死而依附吳景並於曲阿招募了數百兵力，卻遭到涇縣賊帥祖郎襲擊，險些喪命。後孫策依吳景之建言與孫河、呂範聯合攻擊祖郎，祖郎敗走。
之後吳景又被劉繇逼迫而北投袁術。袁術用他為督軍中郎將，與孫賁於橫江討伐樊能、糜，又在秣陵擊敗笮融、薛禮。當孫策在牛渚受傷時，遇降兵造反，幸被吳景平定及擒下降兵。吳景跟隨孫策討伐劉繇，劉繇出走豫章，吳景奉孫策命到袁術處報訊。袁術與劉備爭奪徐州時，任命吳景為廣陵太守。
袁術僭越稱帝時，孫策曾給袁術書信勸喻不可，袁術不聽所勸，兩人於是不再往來。孫策接著派人通知吳景，吳景於是東歸，孫策仍任他為丹陽太守。漢廷遣使到來，授銜揚武將軍，仍舊領丹陽。

## 家庭

### 姊姊
- 吳夫人，孫堅元配夫人，生有四子，孫策、孫權、孫翊、孫匡，以及一女，但不確定此女是孫堅的哪個女兒。

### 姊夫
- 孫堅，吳夫人夫君，破黃巾，伐董卓，解區星之亂，長沙太守。

### 外甥
- 孫策，長男，東漢討逆將軍，吳國奠基者，拜吳侯，孫權稱帝後追諡其為長沙桓王。
- 孫權，次男，吳大帝，東吳開國君主。
- 孫翊，三男，個性驍勇果烈，有孫策之風，偏將軍領丹楊太守。
- 孫匡，四男，長兄孫策讓其烏程侯爵位給幼弟孫匡繼承，早死。

### 子嗣
吳景卒於建安八年（203年），有子吳奮封新亭侯。吳奮子吳安襲父爵，坐魯王孫霸黨被殺。後吳奮弟吳祺襲爵，封都亭侯，死後由兒子吳纂襲爵。吳纂娶滕胤女。